# Down (zespół muzyczny)
Down – amerykańska supergrupa pochodząca z Nowego Orleanu (Luizjana) wykonująca odmianę heavy metalu zwaną southern metalem, posiadająca w swej muzyce również elementy sludge metalu. Został założony w 1991 roku. Jego członkami są Phil Anselmo (wokalista Pantery i Superjoint Ritual), Pepper Keenan (wokalista i gitarzysta Corrosion of Conformity), Kirk Windstein (wokalista i gitarzysta Crowbar), Rex Brown (basista Pantery) i Jimmy Bower (perkusista Crowbar oraz gitarzysta Superjoint Ritual i Eyehategod). Todd Strange (basista Crowbar) brał udział w nagrywaniu debiutanckiego albumu NOLA. Zespół trzy razy wystąpił w Polsce – 29 marca 2008 roku w warszawskiej Stodole, 22 czerwca 2009 w krakowskim Klubie Studio oraz 20 czerwca 2013 roku na festiwalu Metalfest w Jaworznie. Od 2008 roku grupa pracuje nad materiałem na czwarty album, który ma składać się z co najmniej dwóch EP. W roku 2009 z zespołu odszedł Rex Brown i zastąpił były basista zespołu Crowbar, Pat Bruders.
W roku 2013 zespół opuścił Kirk Windstein, a jego miejsce zastąpił Bobby Landgraf gitarzysta zespołu Honky.

## Dyskografia
Albumy
| 1995                           | Down I: NOLA - Wydany: 19 września 1995 - Wytwórnia: Elektra                             | 57 | —   | —  | —  | 68 | —  |
| 2002                           | Down II: A Bustle in Your Hedgerow - Wydany: 26 marca 2002 - Wytwórnia: Elektra          | 44 | —   | —  | —  | 80 | 67 |
| 2007                           | Down III: Over the Under - Wydany: 25 września 2007 - Wytwórnia: Warner Bros./Roadrunner | 26 | 114 | 30 | 45 | 46 | 65 |
| "—" pozycja nie była notowana. |                                                                                          |    |     |    |    |    |    |

Minialbumy
| Rok  | Tytuł                                                                          | Pozycja na liście | Pozycja na liście | Pozycja na liście |
| Rok  | Tytuł                                                                          | USA               | GBR               | DEU               |
| ---- | ------------------------------------------------------------------------------ | ----------------- | ----------------- | ----------------- |
| 2012 | Down IV Part I – The Purple EP - Wydany: 18 września 2012 - Wytwórnia: Elektra | 35                | 57                | 86                |
| 2014 | Down IV – Part II - Wydany: 13 maja 2014 - Wytwórnia: Down                     | 23                | 50                | 88                |

Albumy koncertowe
| Rok  | Tytuł                                                                          | Pozycja na liście | Pozycja na liście |
| Rok  | Tytuł                                                                          | FRA               | DEU               |
| ---- | ------------------------------------------------------------------------------ | ----------------- | ----------------- |
| 2010 | Diary Of A Mad Band - Data: 11 października 2010 - Wydawca: Roadrunner Records | 147               | 93                |